# Pica (Typografie)

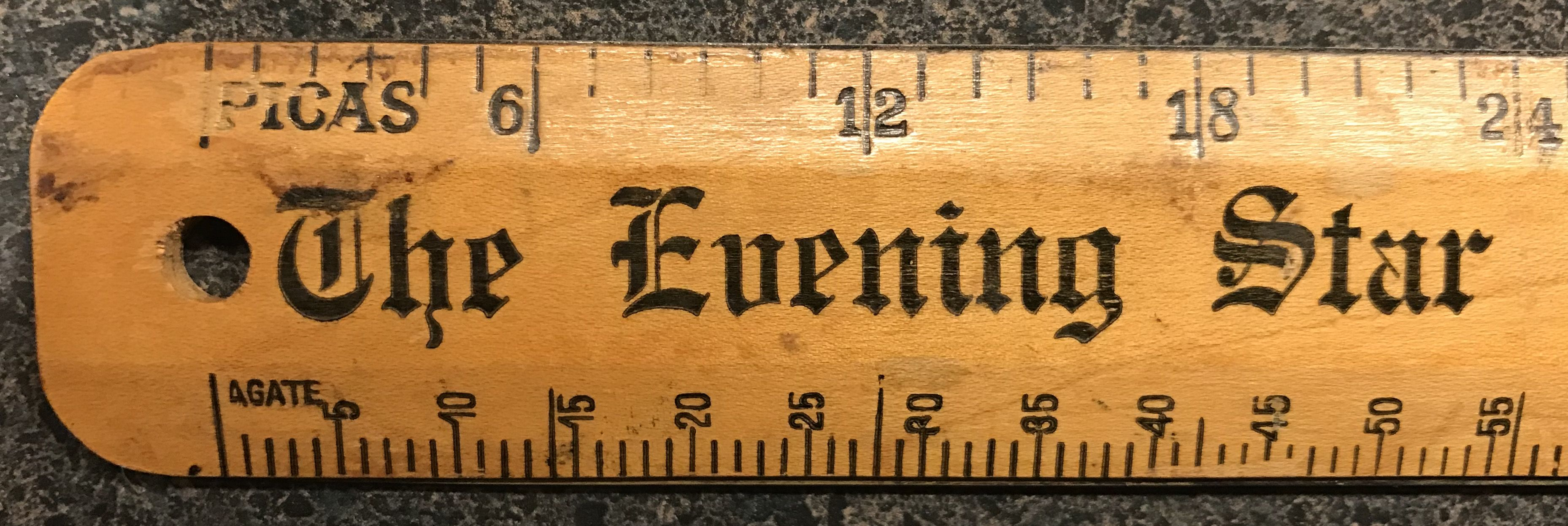
Maßstab in Picas, obere Einteilung

Pica ist ein typografisches Maß im amerikanischen Maßsystem. Im europäischen Maßsystem der Typografie spricht man dagegen von Cicero. Beide Einheiten gliedern sich jeweils in zwölf Punkte bzw. points (pt). Im Picasystem entsprechen sechs Pica einem Inch.
Das  typografisches Maß Pica wird in Deutschland bzw. in der EU auch als relatives Maß zur Schriftgröße verwendet, während  Cicero hier als absolutes Maß mit festen Werten angewendet wird. Wird  Pica als relatives Maß zur Schriftgröße angewendet, können bei professionellen Satz- und Typo-Arbeiten z. B. geringe Änderungen des typografischen Durchschuss in Pica gesetzt werden, um Hurenkinder, Schusterjungen oder Luftzeilen am Anfang oder Ende eines Fließtext zu vermeiden. 
Eine weitere Anwendung von relativem Pica als  typografisches Maß für den typografischen Durchschuss besteht darin, die Abstände innerhalb des Fließtextes zu Bildern, Bildunterschriften, Nicht-Fließtext-Satzkomponenten professionell und flexibel setzen und den  typografischen Durchschuss einer Satzseite aufrechtzuerhalten bzw. auszugleichen.
Durch Pica als relatives, typografisches Maß soll grundsätzlich die vertikale Bündigkeit einer Satzarbeit gewährleistet werden, ohne dass das Auge die geringe Abweichung einer Satzseite wahrnimmt, die vertikale Bündigkeit der Satzseite aber gewährleistet bleibt. Geringe Änderungen am typografischen Durchschuss fallen dem menschlichen Auge kaum auf, wenn sich dieser an der Schriftgröße orientiert.
In der heutigen digitalen Druckvorstufe kann Pica als  relatives, typografisches Maß nur noch manuell angewendet bzw. gesetzt werden. Ein automatischer Ausgleich der vertikalen Bündigkeit ist heute digital nicht mehr möglich.